# Vieux-Mesnil
Vieux-Mesnil é uma comuna francesa na região administrativa de Altos da França, no departamento do Norte. Estende-se por uma área de 5.95 km². Em 2010 a comuna tinha 643 habitantes (densidade: 108,1 hab./km²).